# Tarrant (Alabama)
Tarrant es una ciudad ubicada en el condado de Jefferson en el estado estadounidense de Alabama. En el año 2000 tenía una población de 7022 habitantes y una densidad poblacional de 423 personas por km².

## Economía
En el 2000 la renta per cápita promedio del hogar era de 29.380 dólares, y el ingreso promedio para una familia era de 32.392 dólares. El ingreso per cápita para la localidad era de 14.149. Los hombres tenían un ingreso per cápita de 30.015 dólares por 22.215 para las mujeres.

## Geografía
Tarrant se encuentra ubicada en las coordenadas 33°35′15″N 86°45′58″O / 33.58750, -86.76611. Según la Oficina del Censo, la localidad tiene un área total de 26,6 km² (10,3 mi²), de la cual 26,5 km² (10,2 mi²) es tierra y 0,1 km² (0 mi²) (0%) es agua.